# Polystroma brunneitrames
Polystroma brunneitrames là một loài bướm đêm trong họ Geometridae.